# القانون ينشأ من الحقائق
القانون ينشأ من الحقائق (باللاتينية:) هو مبدأ في القانون الدولي. تعتمد العبارة على المفهوم البسيط بأن هناك تبعات قانونية معينة تتعلق بحقائق محددة. والمبدأ المعاكس هو القانون لا ينشأ من عدم العدالة، والتي تعني أن الإجراءات غير المشروعة لا يمكن أن تؤدي إلى خلق القانون.

## الحواشي
1. ↑  Gérard Kreijen (2002). State, sovereignty, and international governance. Oxford University Press. مؤرشف من الأصل في 2020-05-26.
2. ↑  Tim Hillier (1998). Sourcebook on public international law. Routledge. مؤرشف من الأصل في 2020-05-11.